# Nils Lüchou
Nils Göran Lüchou, född 30 april 1896 i Helsingfors, död där 28 september 1949, var en finländsk förlagstjänsteman och teaterkritiker.
Lüchou blev filosofie magister 1919. Han var från samma år anställd vid Söderström & Co. och verkade från 1920 som teaterkritiker vid den tidning som under årens lopp bar de olika namnen Dagens Press, Svenska Pressen och Nya Pressen. En del av honom författade recensioner ingår i de postumt utgivna samlingsvolymerna Rollerna talar (1951) och Teaterstaden Helsingfors under tre decennier (1960). Lüchou var särskilt väl insatt i den samtida franska dramatiken och hörde till de få finlandssvenska kritiker som på sin tid ägnade den finska teatern vaksamt intresse. Han var svensk dramaturg vid Rundradion 1938–1945.
Sedan 1921 var han gift med Marianne Lüchou (1899–1997), som redigerade hans efterlämnade skrifter och på egen hand publicerade bland annat en repertoarbok över Svenska Teatern för åren 1860–1975. Tillsammans utgav makarna 1934 kokboksklassikern Laga mat som Lou-Lou.